# Liste der Bodendenkmäler in Geiersthal
Auf dieser Seite sind die Bodendenkmäler in der niederbayerischen Gemeinde Geiersthal zusammengestellt. Diese Tabelle ist eine Teilliste der Liste der Bodendenkmäler in Bayern. Grundlage ist die Bayerische Denkmalliste, die auf Basis des Bayerischen Denkmalschutzgesetzes vom 1. Oktober 1973 erstmals erstellt wurde und seither durch das Bayerische Landesamt für Denkmalpflege geführt wird. Die folgenden Angaben ersetzen nicht die rechtsverbindliche Auskunft der Denkmalschutzbehörde.

## Bodendenkmäler in Geiersthal
| Lage                              | Objekt | Akten-Nr.     | Bild                                                        |
| --------------------------------- | --- | ------------- | ----------------------------------------------------------- |
| Auf dem Schloßberg 2 (Standort)   | Archäologische Befunde des Mittelalters im Bereich der abgegangenen Burg Altnußberg. | D-2-6943-0001 | weitere Bilder                                              |
| (Standort)                        | Mittelalterlich-frühneuzeitlicher Turmhügel mit zugehörigem ehemaligem Wirtschaftshof | D-2-6943-0002 |                                                             |
| (Standort)                        | Mittelalterlicher Erdstall. | D-2-6943-0004 |                                                             |
| (Standort)                        | Frühneuzeitliche Hofwüstung im Bereich des Weilers Eisberg. | D-2-6943-0028 |                                                             |
| (Standort)                        | Mittelalterlich-frühneuzeitliche Hofwüstung im historischen Ortskern von Furthof. | D-2-6943-0031 |                                                             |
| Kirchenstraße 1 (Standort)        | Untertägige Befunde des Mittelalters und der frühen Neuzeit im Bereich der katholischen Kirche St. Margareta mit zugehörigem aufgelassenen Friedhof in Geiersthal, darunter die Spuren von Vorgängerbauten bzw. älterer Bauphasen. | D-2-6943-0045 | Untertägige Befunde des Mittelalters und der frühen Neuzeit |
| (Standort)                        | Mittelalterlich-frühneuzeitlicher Erdstall. | D-2-6943-0112 |                                                             |
| Geiersthaler Straße 16 (Standort) | Untertägige Befunde des Mittelalters und der frühen Neuzeit im Bereich der katholischen Kirche St. Ägidius in Altnußberg. | D-2-6943-0113 |                                                             |